# Peugeot Bipper
Peugeot Bipper – samochód osobowo-dostawczy klasy aut miejskich produkowany przez francuską markę Peugeot razem z Citroënem i Fiatem w latach 2007 - 2017.

## Historia i opis pojazdu

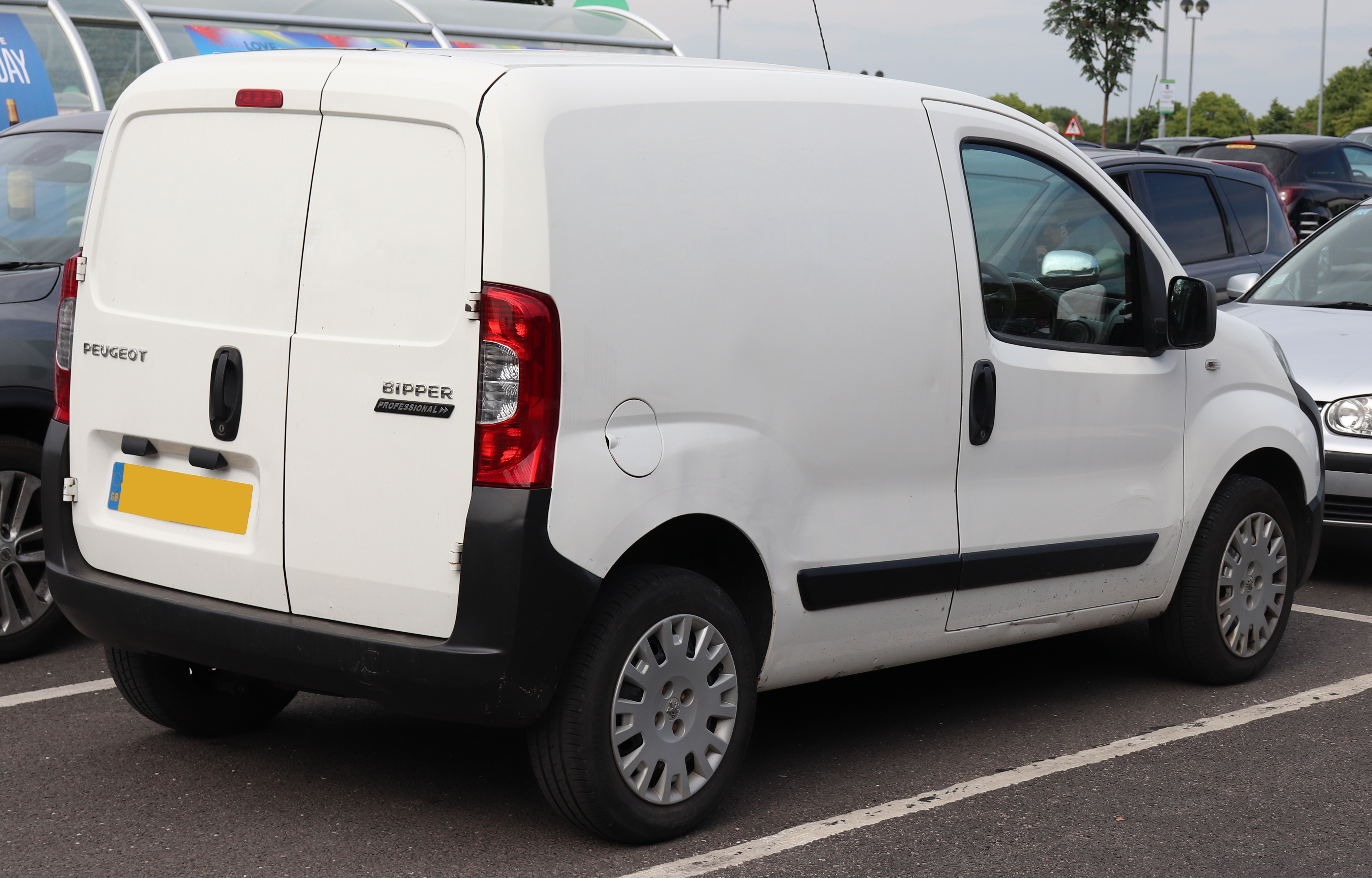
Peugeot Bipper - tył

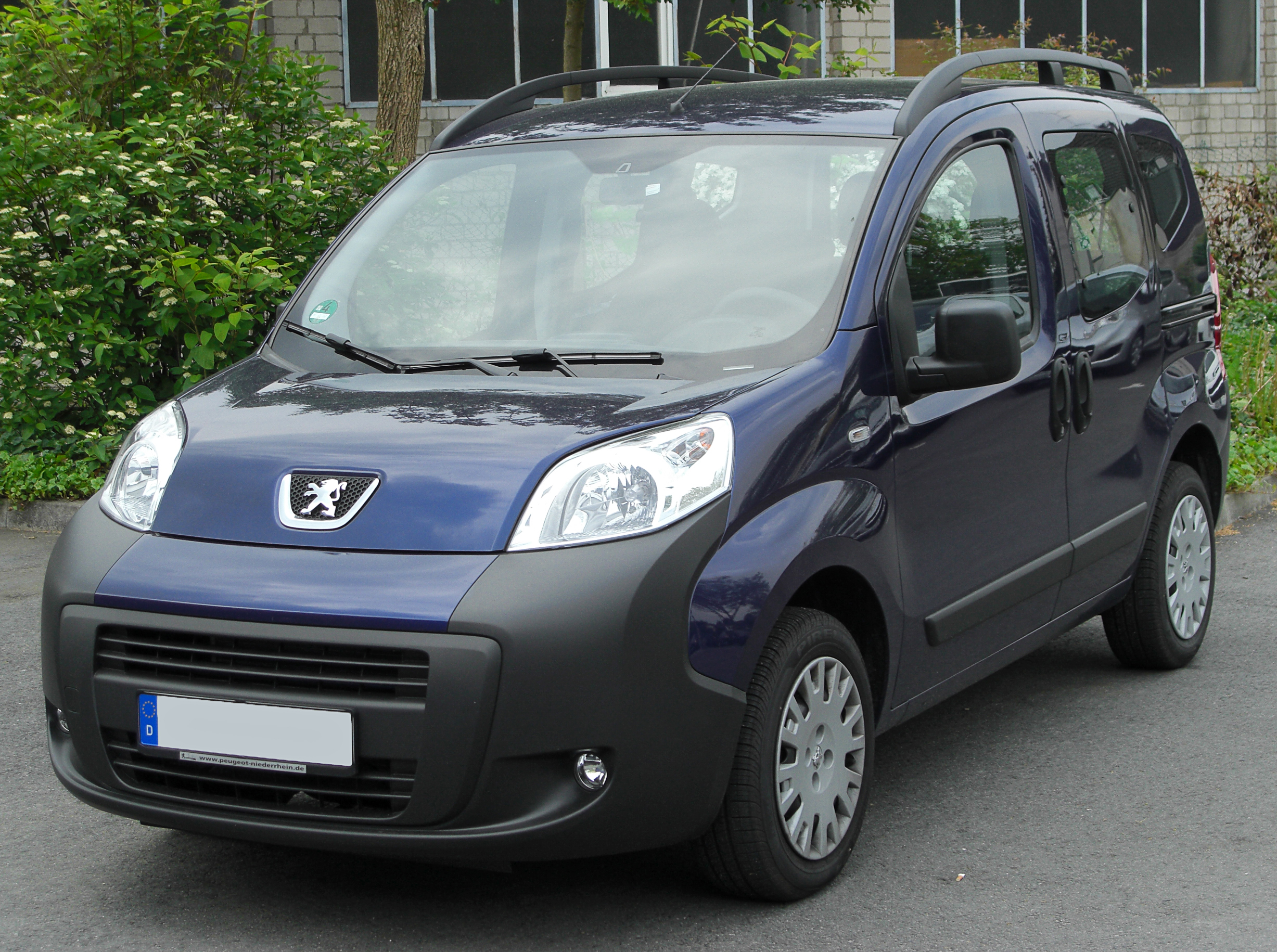
Peugeot Bipper Tepee

Samochód został zbudowany wspólnie z Fiatem, w ramach spółki Sevel. Pojazd zbudowany został na platformie SCCS, razem z bliźniaczymi Fiorino i Nemo. Powstawał od listopada 2007 do 2017 roku w zakładzie firmy Tofaş (należącej do Fiata) w mieście Bursa. Auto nie doczekało się następcy.
Odmiany osobowe mają w nazwie dodatkowy składnik Tepee.

### Silniki
- Benzynowe:

- 1.4 8V 73 KM

- Wysokoprężne:

- 1.4 HDI 68 KM